# Pneumatologia
Pneumatologia é o estudo de seres espirituais, e especialmente as interações entre os humanos e Deus.
Pneuma é a palavra grega para "respiração", que metaforicamente descreve um ser de espírito ou influência.

## Teologia Cristã
Na Teologia Cristã, pneumatologia se refere ao estudo do Espírito Santo. Na doutrina Cristã, o Espírito Santo é a terceira pessoa de Deus na Trindade. Algumas formas de Cristianismo negam que o Espírito Santo seja pessoal, embora assegurando que pode, em algumas ocasiões, influenciar as pessoas. No Evangelho de João, pneuma é unido a renascimento em água e espírito que foram sugeridos para ser o batismo.